# NaNaNa (太陽なんていらねぇ)
「NaNaNa（太陽なんていらねぇ）」（ナナナ たいようなんていらねぇ）は、TOKIOの43枚目のシングル。2010年8月11日にJ Stormから発売された。

## 概要
表題曲「NaNaNa（太陽なんていらねぇ）」の作詞作曲は玉置浩二手掛けており、編曲とサウンドプロデュースは玉置率いる安全地帯が担当した。PVにはTOKIOと同じジャニーズ事務所の後輩で、タイアップの『うぬぼれ刑事』出演の生田斗真が出演している。
初回限定盤1、初回限定盤2、通常盤の3形態で発売されており、初回限定盤1にはカップリング曲の収録がない代わりに、表題曲のMVとメイキングが収録されているDVDが付属し、初回限定盤2には通常盤に収録されているカップリング曲とは別のカップリングが収録されている。

## 収録曲

### CD

#### 通常盤
1. NaNaNa（太陽なんていらねぇ）
作詞・作曲：玉置浩二、編曲：安全地帯、Produced by 安全地帯
  - 長瀬智也主演 TBS系金曜ドラマ『うぬぼれ刑事』主題歌[1]
2. 路傍の花
作詞・作曲・編曲：HIKARI
3rdベストアルバム『HEART』にも収録された[9]
3. Dream & Breeze
作詞：TAKESHI、作曲：加藤裕介、編曲：HIKARI
3rdベストアルバムにも収録された[9]
4. NaNaNa（太陽なんていらねぇ）Backing Track

#### 初回限定盤1/2
※は初回限定盤2のみ収録。
1. NaNaNa（太陽なんていらねぇ）
2. Nature Mind※
作詞：夏紫子、作曲：オオヤギヒロオ、編曲：野間康介
3. それしかできない※
作詞・作曲：高木洋一郎、編曲：山原一浩
4. NaNaNa（太陽なんていらねぇ）Backing Track

### DVD（初回限定盤1のみ）
1. 「NaNaNa（太陽なんていらねぇ）」Video Clip & Making

## 映像作品
NaNaNa（太陽なんていらねぇ）
- OVER/PLUS
- TOKIO LIVE TOUR 1718

路傍の花
- OVER/PLUS
- TOKIO 20th Anniversary Live Tour HEART

Dream & Breeze
- OVER/PLUS

それしかできない
- OVER/PLUS

## カバー
本作を作詞作曲を担当した玉置浩二がセルフカバーした音源が、2012年10月24日に発売したアルバム『Offer Music Box』に収録されている。
2019年4月28日にシアタークリエで開催された「ジャニーズ銀座2019 Tokyo Experience」で、美 少年の岩﨑大昇が本作をカバーした。